# 横井績
横井 績（よこい いさお）は、日本の農林水産技官。農林水産省農村振興局整備部長や同九州農政局長を歴任。

## 人物・経歴
愛知県名古屋市出身。愛知県立名古屋西高等学校を経て、東京農工大学農学部卒業後、1985年農林水産省入省。農林水産省九州農政局整備部農地整備課長や、農林水産省農村振興局整備部農地資源課長等を経て、2018年から農林水産省農村振興局整備部長を務め、諫早湾干拓事業を巡る訴訟で福岡高等裁判所の判決を受け、記者会見で「適切に対応していく」とコメントするなどして対応にあたった。2019年農林水産省九州農政局長。2021年 進藤金日子後援会参与。2023年農業土木会館取締役